# HC Oceláři Třinec v české hokejové extralize 1995/1996

## Zajímavosti
- K prvnímu extraligovému zápasmu Třinečtí hokejisté nastoupili 8. 9. 1995 na pardubickém ledě a vyhráli v něm 6:2
- První extaligovou branku v historii třineckého hokeje vstřelil 8. 9. 1995 v utkání v Pardubicích obránce Ľubomír Sekeráš v 18 minutě první třetiny (Třinec v tomto utkání zvítězil 6 : 2)

## Základní část

### HC Olomouc
- HC Železárny Třinec - HC Olomouc 2 : 4 (1 : 2, 0 : 1, 1 : 1)
- HC Olomouc - HC Železárny Třinec 4 : 1 (1 : 0, 2 : 0, 1 : 1)

### HC Poldi Kladno
- HC Poldi Kladno - HC Železárny Třinec 7 : 10 (3 : 3, 2 : 2, 2 : 5) - hetrik Richard Král a Petr Zajonc
- HC Železárny Třinec - HC Poldi Kladno 4 : 5 (2 : 2, 0 : 2, 2 : 1)

### HC Sparta Praha
- HC Sparta Praha - HC Železárny Třinec 7 : 5 (4 : 3, 1 : 2, 2 : 0) - hetrik Petr Zajonc
- HC Železárny Třinec - HC Sparta Praha 7 : 5 (4 : 2, 1 : 1, 2 : 2) - hetrik Marek Zadina
- HC Sparta Praha - HC Železárny Třinec 4 : 2 (1 : 1, 0 : 0, 3 : 1)
- HC Železárny Třinec - HC Sparta Praha 3 : 4 (1 : 1, 1 : 2, 1 : 1)

### HC IPB Pojišťovna Pardubice
- HC IPB Pojišťovna Pardubice - HC Železárny Třinec 2 : 6 (2 : 2, 0 : 3, 0 : 1) – první utkání v extralize
- HC Železárny Třinec - HC IPB Pojišťovna Pardubice 0 : 4 (0 : 1, 0 : 2, 0 : 1)
- HC IPB Pojišťovna Pardubice - HC Železárny Třinec 4 : 5 PP (1 : 3, 0 : 0, 3 : 1) branka v prodloužení 62 Richard Král
- HC Železárny Třinec - HC IPB Pojišťovna Pardubice 4 : 3 PP (1 : 0, 0 : 3, 2 : 0) branka v prodloužení 64:08 Ľubomír Sekeráš

### HC Kometa BVV Brno
- HC Železárny Třinec - HC Kometa BVV Brno 5 : 0 (3 : 0, 1 : 0, 1 : 0)
- HC Kometa BVV Brno - HC Železárny Třinec 9 : 3 (3 : 2, 2 : 0, 4 : 1)

### HC České Budějovice
- HC Železárny Třinec - HC České Budějovice 3 : 5 (0 : 1, 3 : 1, 0 : 3)
- HC České Budějovice - HC Železárny Třinec 3 : 0 (2 : 0, 1 : 0, 0 : 0)
- HC Železárny Třinec - HC České Budějovice 1 : 1 PP (1 : 1, 0 : 0, 0 : 0)
- HC České Budějovice - HC Železárny Třinec 5 : 1 (1 : 0, 2 : 1, 2 : 0)

### AC ZPS Zlín
- AC ZPS Zlín - HC Železárny Třinec 6 : 3 (0 : 1, 5 : 0, 1 : 2)
- HC Železárny Třinec - AC ZPS Zlín 2 : 3 (0 : 1, 0 : 1, 2 : 1)

### HC Dukla Jihlava
- HC Dukla Jihlava - HC Železárny Třinec 4 : 3 (1 : 1, 1 : 1, 2 : 1)
- HC Železárny Třinec - HC Dukla Jihlava 7 : 2 (1 : 0, 4 : 2, 2 : 0)
- HC Železárny Třinec - HC Dukla Jihlava 3 : 3 PP (0 : 1, 2 : 0, 1 : 2)
- HC Dukla Jihlava - HC Železárny Třinec 3 : 3 PP (0 : 0, 2 : 1, 1 : 2)

### HC Slavia Praha
- HC Železárny Třinec - Slavie HC Slavia Praha 1 : 1 PP (0 : 0, 1 : 0, 0 : 1)
- HC Slavia Praha - HC Železárny Třinec 5 : 1 (0 : 0, 3 : 1, 2 : 0)
- HC Železárny Třinec - HC Slavia Praha 4 : 3 (1 : 0, 2 : 2, 1 : 1)
- HC Slavia Praha - HC Železárny Třinec 7 : 1 (2 : 0, 2 : 0, 3 : 1)

### HC ZKZ Plzeň
- HC Železárny Třinec - HC ZKZ Plzeň 5 : 4 (3 : 1, 1 : 2, 1 : 1)
- HC ZKZ Plzeň - HC Železárny Třinec 6 : 3 (2 : 0, 2 : 2, 2 : 1)
- HC Železárny Třinec - HC ZKZ Plzeň 0 : 4 (0 : 1, 0 : 2, 0 : 1)
- HC ZKZ Plzeň - HC Železárny Třinec 5 : 7 (1 : 3, 3 : 3, 1 : 1)

### HC Vítkovice
- HC Vítkovice - HC Železárny Třinec 2 : 4 (1 : 2, 0 : 1, 1 : 1)
- HC Železárny Třinec - HC Vítkovice 4 : 4 PP (0 : 3, 3 : 1, 1 : 0)

### HC Chemopetrol Litvínov
- HC Chemopetrol Litvínov - HC Železárny Třinec 5 : 2 (2 : 0, 0 : 1, 3 : 1)
- HC Chemopetrol Litvínov - HC Železárny Třinec 5 : 5 PP (1 : 1, 2 : 2, 2 : 2)

### HC Petra Vsetín
- HC Železárny Třinec – HC Petra Vsetín 2 : 1 (0 : 0, 1 : 1, 1 : 0)
- HC Petra Vsetín - HC Železárny Třinec 5 : 4 (1 : 3, 3 : 0, 1 : 1)
- HC Petra Vsetín - HC Železárny Třinec 4 : 0 (1 : 0, 2 : 0, 1 : 0)
- HC Železárny Třinec - HC Petra Vsetín 2 : 4 (1 : 1, 0 : 2, 1 : 1)

## Play off

### 1 kolo
- AC ZPS Zlín versus HC Železárny Třinec 3 : 0 na zápasy - postupuje AC ZPS
- HC Slavia Praha versus HC ZKZ Plzeň 3 : 0 na zápasy - postupuje HC Slavia Praha
- HC Olomouc versus HC Dukla Jihlava  1 : 3 na zápasy - postupuje HC Dukla Jihlava
- HC Poldi Kladno versus HC Vítkovice	 3 : 1 na zápasy - postupuje HC Poldi Kladno

|  | Čtvrtfinále             | Čtvrtfinále             |                 |   | Semifinále | Semifinále |  |  | Finále | Finále |
|  |                         |                         |                 |   |            |            |  |  |        |        |
|  |                         |                         |                 |   |            |            |  |  |        |        |
|  | HC Sparta Praha         | 4                       |                 |   |            |            |  |  |        |        |
|  | HC Sparta Praha         | 4                       |                 |   |            |            |  |  |        |        |
|  | HC Dukla Jihlava        | 0                       |                 |   |            |            |  |  |        |        |
|  | HC Dukla Jihlava        | 0                       | HC Sparta Praha | 2 |            |            |  |  |        |        |
|  |                         |                         | HC Sparta Praha | 2 |            |            |  |  |        |        |
|  |                         | HC Chemopetrol Litvínov | 4               |   |            |            |  |  |        |        |
|  | HC Chemopetrol Litvínov | HC Chemopetrol Litvínov | 4               | 4 |            |            |  |  |        |        |
|  | HC Chemopetrol Litvínov |                         |                 | 4 |            |            |  |  |        |        |
|  | AC ZPS Zlín             | 1                       |                 |   |            |            |  |  |        |        |
|  | AC ZPS Zlín             | 1                       | HC Petra Vsetín | 4 |            |            |  |  |        |        |
|  |                         |                         | HC Petra Vsetín | 4 |            |            |  |  |        |        |
|  |                         | HC Chemopetrol Litvínov | 1               |   |            |            |  |  |        |        |
|  | HC Petra Vsetín         | HC Chemopetrol Litvínov | 1               | 4 |            |            |  |  |        |        |
|  | HC Petra Vsetín         |                         |                 | 4 |            |            |  |  |        |        |
|  | HC Poldi Kladno         | 0                       |                 |   |            |            |  |  |        |        |
|  | HC Poldi Kladno         | 0                       | HC Petra Vsetín | 4 |            |            |  |  |        |        |
|  |                         |                         | HC Petra Vsetín | 4 |            |            |  |  |        |        |
|  |                         | HC České Budějovice     | 0               |   |            |            |  |  |        |        |
|  | HC České Budějovice     | HC České Budějovice     | 0               | 4 |            |            |  |  |        |        |
|  | HC České Budějovice     |                         |                 | 4 |            |            |  |  |        |        |
|  | HC Slavia Praha         | 0                       |                 |   |            |            |  |  |        |        |
|  | HC Slavia Praha         | 0                       |                 |   |            |            |  |  |        |        |

## Play off (první kolo)

### HC Železárny Třinec-AC ZPS Zlín0:3 na zápasy
1. utkání
|  | AC ZPS Zlín | 4 - 1         | HC Železárny Třinec |  |
|  | AC ZPS Zlín | (1:1,1:0,2:0) | HC Železárny Třinec |  |

| Souhrn zápasu Report | Souhrn zápasu Report                                                  | Souhrn zápasu Report | Souhrn zápasu Report | Souhrn zápasu Report |
| -------------------- | --------------------------------------------------------------------- | -------------------- | -------------------- | -------------------- |
|                      | 17. Miroslav Okál 40. Pavel Janků 44. Petr Čajánek 57. Tomáš Němčický |                      | 17. Roman Kontšek    |                      |

2. utkání
|  | AC ZPS Zlín | 6 - 3         | HC Železárny Třinec |  |
|  | AC ZPS Zlín | (4:2,2:1,0:0) | HC Železárny Třinec |  |

| Souhrn zápasu Report | Souhrn zápasu Report                                                                                     | Souhrn zápasu Report | Souhrn zápasu Report                                 | Souhrn zápasu Report |
| -------------------- | --- | -------------------- | ---------------------------------------------------- | -------------------- |
|                      | 3. Miroslav Okál 7. Pavel Janků 10. Jiří Marušák 15. Zdeněk Sedlák 37. Stanislav Medřík 40. Tomáš Krásný |                      | 5. Petr Sikora 19. Petr Zajonc 32. Antonín Plánovský |                      |

3. utkání
|  | HC Železárny Třinec | 2 - 3         | AC ZPS Zlín |  |
|  | HC Železárny Třinec | (1:0,0:3,1:0) | AC ZPS Zlín |  |

| Souhrn zápasu Report | Souhrn zápasu Report            | Souhrn zápasu Report | Souhrn zápasu Report                                | Souhrn zápasu Report |
| -------------------- | ------------------------------- | -------------------- | --------------------------------------------------- | -------------------- |
|                      | 20. Petr Sikora 58. Petr Mainer |                      | 28. Roman Meluzín 30. Pavel Janků 36. Miroslav Okál |                      |

### Statistiky HC Železárny Třinec
| Základní část | Základní část | Základní část | Základní část | Play off | Play off | Play off | Play off |
| Ročník        | Útočníci      | Obránci       | Brankáři      | Útočníci | Obránci  | Brankáři |          |
| ------------- | ------------- | ------------- | ------------- | -------- | -------- | -------- | -------- |
| 1995/1996     | Zde           | Zde           | Zde           | Zde      | Zde      | Zde      |          |

## Hráli za Třinec
- Brankáři Jozef Lucák (30 ZČ + 2 zap.) • Michal Hlinka (18 ZČ + 2 play off) • Miroslav Macháček
- Obránci Ľubomír Sekeráš • Petr Pavlas –  • Stanislav Mečiar • Petr Mainer • Karel Pavlík • Miroslav Čihal • Václav Slabý • Milan Murín • Václav Drábek • Miloš Řehák • Antonín Plánovský • Pavel Táborsky
- Útočníci Richard Král • Roman Kaděra • Marek Zadina • Petr Zajonc • Jiří Novotný • Radek Šíp • Martin Palinek • Michal Piskoř • Dušan Adamčík • Petr Folta • Jozef Daňo • Roman Kontšek • Libor Zátopek • Jiří Gála • Vladimír Michálek • Luboš Jenáček • Arne Kroták • Petr Lipina • Miroslav Škovíra • Stanislav Kacíř • Petr Sikora
- Hlavní trenér Alois Hadamczik